# He Walked by Night
He Walked by Night (bra: O Demônio da Noite) é um filme de suspense norte-americano de 1948 dirigido por Alfred L. Werker e Anthony Mann.